# 新光一號不動產投資信託基金
新光一號不動產投資信託基金（簡稱新光一號或新光R1，臺證所：01003T）是臺灣新光人壽擔任發起人的不動產投資信託（REITs），成立於2005年12月19日，基金規模為新台幣113億元，掛牌價為新台幣10元，以一千個受益權為交易單位。

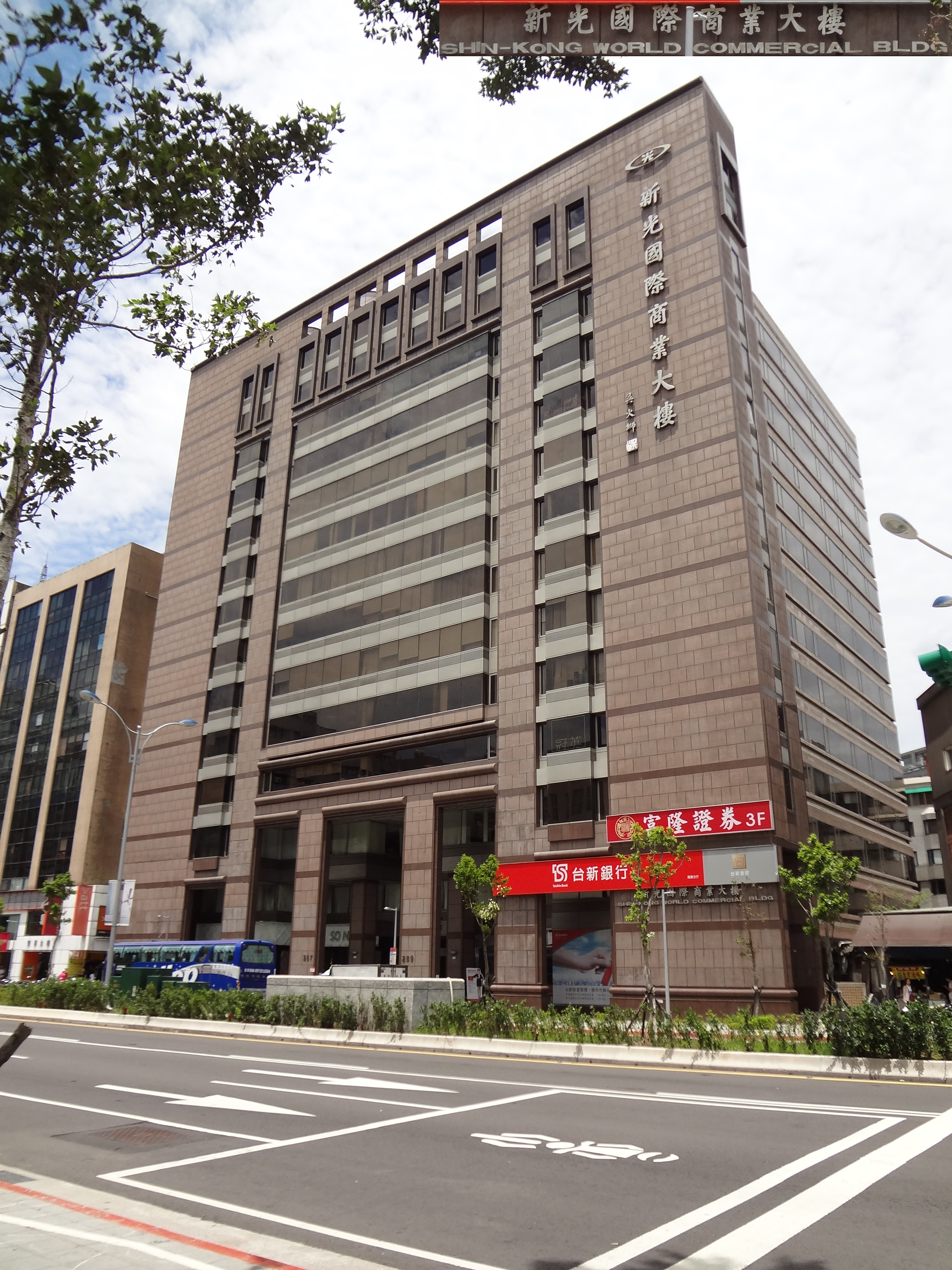
新光國際商業大樓

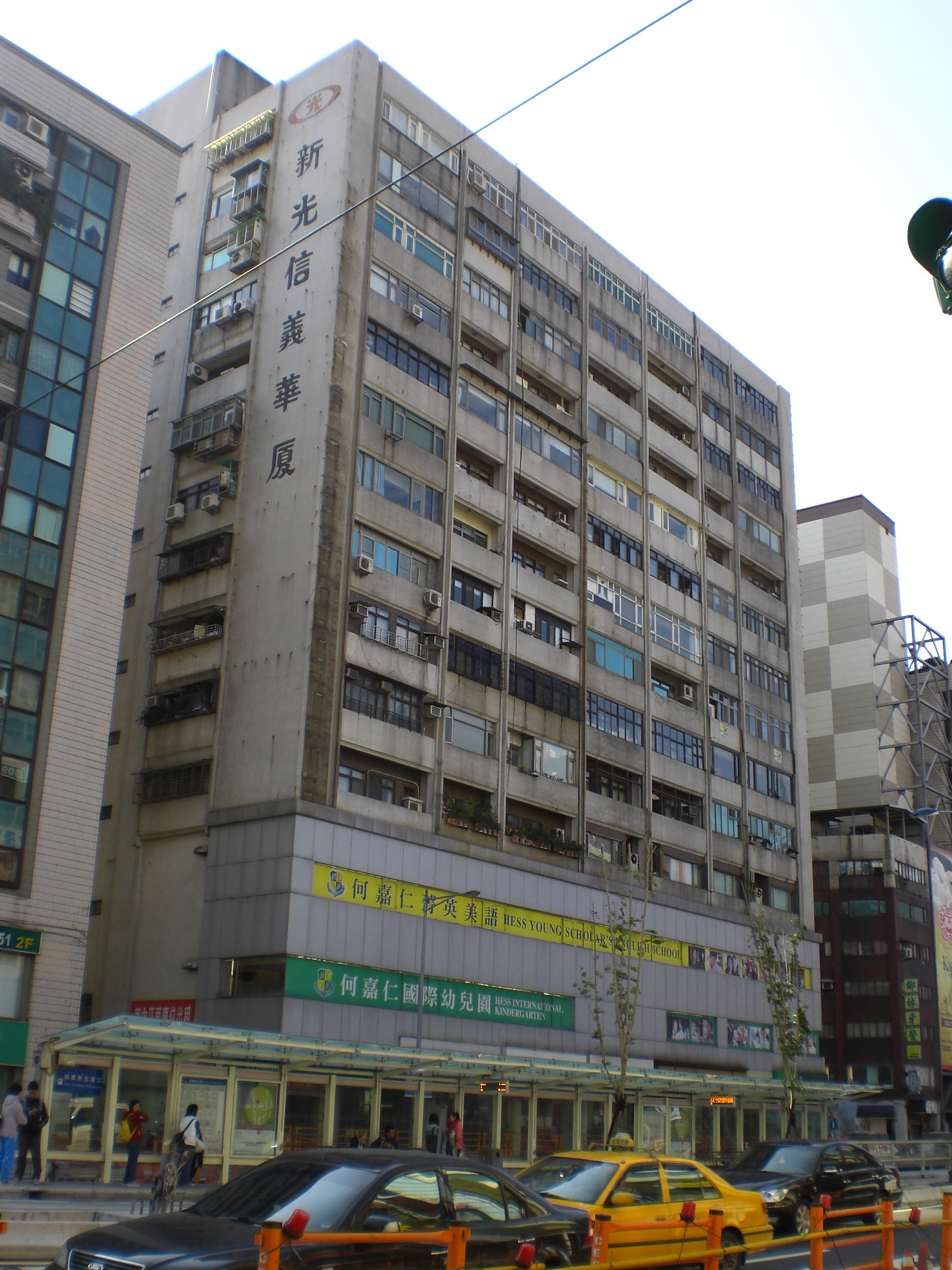
新光信義華廈

新光一號所擁有的六棟大樓包括新光天母傑仕堡大樓（臺北市士林區忠誠路二段180～196號，百貨商場及集合住宅大樓）、新光國際商業大樓（臺北市松山區南京東路三段287、289號，商業辦公大樓）、台証金融大樓（臺北市中山區建國北路一段96號，商業辦公大樓）、臺南新光三越百貨大樓（臺南市中西區中山路162號）、新光信義華廈（臺北市大安區信義路二段230號，百貨商場）及新光人壽中山大樓（臺北市中山區中山北路二段44號，商業辦公大樓）。
2009年3月30日，新光一號以新台幣38.2億元取得新光人壽中山大樓，曾一度遭質疑「左手賣右手」，惟2011年9月30日該大樓已增值至新台幣49.4億元。

## 收益分配
| 2007年 | 2008年 | 2009年 | 2010年 | 2011年 | 2012年 | 2013年 | 2014年 | 2015年 | 2016年 | 2017年 |
| ------ | ------ | ------ | ------ | ------ | ------ | ------ | ------ | ------ | ------ | ------ |
| 377    | 394    | 391    | 374    | 381    | 385    | 354    | 370    | 367    | 371    | 345    |

- 收益分配為每壹仟個受益權單位所分配之現金收益，單位為新台幣。
- 收益分配日為每會計年度結束後六個月內。

## 外部連結
- 公開資訊觀測站－不動產投資信託受益證券 （页面存档备份，存于）
- 公開資訊觀測站－REITs公告彙總查詢（收益分配）
- 新昕國際（新光REITs） （页面存档备份，存于）